# Volker Grabow
Volker Grabow, född den 27 september 1956 i Essen i Tyskland, är en västtysk roddare.
Han tog OS-brons i fyra utan styrman i samband med de olympiska roddtävlingarna 1988 i Seoul.